# Tamon Machida
Tamon Machida (町田 多聞 Machida Tamon?), född 14 februari 1982 i Saitama prefektur, är en japansk före detta fotbollsspelare.
Machida började sin karriär 2004 i Gunma FC Horikoshi. 2005 flyttade han till Roasso Kumamoto. Efter Roasso Kumamoto spelade han för Sony Sendai. Han avslutade karriären 2010.